# Ollie Conmy
Ollie Conmy (Mulrany, 1939. november 13. – Southport, Merseyside, 2014. január 26.) válogatott ír labdarúgó, középpályás.

## Pályafutása

### Klubcsapatban
Ollie Conmy Írországban született és kilencéves volt, amikor szüleivel Angliába költözött a yorkshire-i Dewsburybe. Itt kezdte el labdarúgást a St Paulinas Youth Club csapatában, ahol tehetségére felfigyelt Huddersfield Town. 1960 és 1963 között volt a Huddersfield Town első csapatának a tagja. 1964 és 1972 között a Peterborough United meghatározó játékosa volt. Pályafutását a Cambridge City együttesében fejezte be.

### A válogatottban
1967 és 1969 között öt alkalommal szerepelt az ír válogatottban.